# Pisolithus
Pisolithus là một chi nấm trong họ Sclerodermataceae. Loài điển hình, P. arenarius, nay được biết là đồng âm với P. arhizus.

## Các loài
- Pisolithus abditus
- Pisolithus albus
- Pisolithus arhizus (syn. P. arenarius)
- Pisolithus aurantioscabrosus
- Pisolithus australis
- Pisolithus hypogaeus
- Pisolithus indicus
- Pisolithus kisslingii
- Pisolithus marmoratus
- Pisolithus microcarpus
- Pisolithus pisiformis
- Pisolithus tinctorius